# Disturbing the Peace (álbum)
Disturbing the Peace es el segundo álbum de estudio del grupo americano de heavy metal Alcatrazz, lanzado en 1985, ya sin Yngwie Malmsteen entre sus filas, quien iniciaría su carrera como solista.
El puesto de Malmsteen fue ocupado por un reemplazante estelar, aunque aún en ascenso por entonces: Steve Vai.

## Canciones
1. "God Blessed Video" - 3:30
2. "Mercy" (Bonnet, Vai, Jimmy Waldo, Gary Shea, Jan Uvena) - 4:22
3. "Will You Be Home Tonight" (Bonnet, Vai, Waldo) - 5:03
4. "Wire and Wood" - 3:29
5. "Desert Diamond" - 4:20
6. "Stripper" - 3:52
7. "Painted Lover" - 3:23
8. "Lighter Shade of Green" [Instrumental] (Vai) - 0:46
9. "Sons and Lovers" - 3:37
10. "Skyfire" - 3:54
11. "Breaking the Heart of the City" - 4:59

- Todos los temas escritos por Bonnet-Vai, excepto donde se indica.

## Personal
- Graham Bonnet - Voz
- Steve Vai - Guitarra
- Gary Shea - Bajo
- Jan Uvena - Batería
- Jimmy Waldo - Teclados